# Rudolf Brandsch

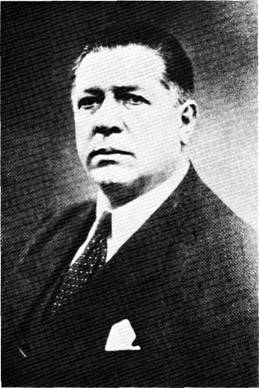
Rudolf Brandsch ca 1930

Rudolf Brandsch, född 22 juli 1880 och död 1953, var en rumänsk politiker.
Brandsch var skolrektor och deupterad i Ungern, men blev efter första världskriget deputerad i Rumänien, där han var ledare för det tyska partiet. Brandsch var till sin politiska åskådning tysknationell, och var under mellankrigstiden en av de främsta företrädarna för de tyska minoriterna i Östeuropa. Han utgav 1922 Deutsche politische Hefte aus Grossrumänien.